# Niedergösgen
Niedergösgen ist eine politische Gemeinde und Hauptort des Bezirks Gösgen des Kantons Solothurn in der Schweiz.

## Geographie

Luftbild (1955)

Niedergösgen liegt auf 377 m ü. M., etwa auf halbem Weg zwischen Olten und Aarau, 4,5 km südwestlich der Stadt Aarau (Luftlinie). Das Dorf erstreckt sich am linken Ufer der Aare gegenüber von Schönenwerd, am Jurasüdfuss, im äussersten Osten des Solothurner Mittellandes.
Die Fläche des 4,3 km² grossen Gemeindegebiets umfasst einen Abschnitt des Solothurner Niederamtes. Die südliche und östliche Grenze wird von der Aare gebildet, welche hier durch eine 1 bis 1,5 km breite Talniederung fliesst, die bei Niedergösgen durch einen Sporn aus Malmkalk (gut erkennbar auf der Schönenwerder Talseite) verengt wird. Ein Teil des Wassers der Aare wird zwischen Olten und Winznau in einen Oberwasserkanal abgeleitet und im Elektrizitätswerk Gösgen (in Kombination mit dem Kernkraftwerk Gösgen) zur Stromproduktion genutzt. Der östliche Teil des so genannten Schachen, der Insel zwischen dem ursprünglichen Aarelauf und dem Kanal, gehört ebenfalls zu Niedergösgen.
Von der Aare erstreckt sich der Gemeindeboden nordwärts über die flache Talniederung bis auf die angrenzende Waldhöhe, eine Hügelzone am Fuss des Juras. Sie umfasst den Buerwald und das Usserholz (523 m ü. M.) sowie einen Teil des Herrenholzes, an dem mit 526 m ü. M. der höchste Punkt von Niedergösgen erreicht wird, und fällt gegen Osten steil zum Aaretal ab. Von der Gemeindefläche entfielen 1997 29 % auf Siedlungen, 40 % auf Wald und Gehölze, 24 % auf Landwirtschaft und etwas mehr als 7 % war unproduktives Land.
Zu Niedergösgen gehören der Weiler Mülidorf (392 m ü. M.), durch den Aarekanal in zwei Teile getrennt, sowie einige Einzelhöfe. Nachbargemeinden von Niedergösgen sind Erlinsbach SO, Schönenwerd, Gretzenbach, Däniken, Obergösgen, Lostorf und Stüsslingen.

## Bevölkerung
Mit 4197 Einwohnern (Stand 31. Dezember 2023) gehört Niedergösgen zu den mittelgrossen Gemeinden des Kantons Solothurn. Von den Bewohnern sind 85,2 % deutschsprachig, 4,6 % italienischsprachig und 3,4 % sprechen Serbokroatisch (Stand 2000). Die Bevölkerungszahl von Niedergösgen belief sich 1850 auf 628 Einwohner, 1900 auf 1338 Einwohner. Im Verlauf des 20. Jahrhunderts stieg die Bevölkerungszahl bis 1970 kontinuierlich auf 3637 Personen an. Seither werden nur noch geringe Bevölkerungsschwankungen verzeichnet.

## Wirtschaft
Niedergösgen war bis Anfang des 20. Jahrhunderts ein vorwiegend durch die Landwirtschaft geprägtes Dorf. Die Wasserkraft der Aare wurde bei Mülidorf schon früh (ab der zweiten Hälfte des 16. Jahrhunderts) für den Betrieb einer Papiermühle genutzt, an deren Stelle später eine Getreidemühle und schliesslich eine Gipsmühle trat. Seit dem ausgehenden 19. Jahrhundert entwickelte sich Niedergösgen dank der Schuhfabrik Bally in Schönenwerd.
Heute haben der Ackerbau, die Viehzucht und die Forstwirtschaft nur noch einen geringen Stellenwert in der Erwerbsstruktur der Bevölkerung, die Bally-Schuhfabrik existiert nicht mehr. Zahlreiche Arbeitsplätze sind trotzdem im Gewerbe und im Dienstleistungssektor vorhanden. Niedergösgen weist vor allem kleinere und mittlere Unternehmen der Branchen Baugewerbe, Elektrizität, Holzverarbeitung und mechanische Werkstätten auf. In den letzten Jahrzehnten hat sich das Dorf auch zu einer Wohngemeinde entwickelt. Viele Erwerbstätige sind damit Wegpendler, die hauptsächlich in den Regionen Olten und Aarau arbeiten.
Auf dem Gemeindegebiet von Niedergösgen liegt am Aarekanal das zweite Pumpwerk des Kernkraftwerks. Die Gemeinde besteuert deshalb auch die KKG AG in einem gewissen Ausmass. Dieses Pumpwerk hat Bedeutung für die Sicherheit des KKW: Bei Ausfall des regulären Pumpwerks, etwa im Notstromfall mit Ausfall der externen Netzversorgung und der Eigenbedarfs-Produktion, laufen seine dieselgetriebenen Pumpen an und sorgen für die Wasserkühlung der Notstrom-Dieselgeneratoren im Werk, welche damit ihrerseits die Aufgabe wahrnehmen können, durch Antrieb von Elektro-Pumpen die Nachzerfallswärme aus dem Reaktor abzuführen.

## Verkehr
Die Gemeinde ist verkehrstechnisch wie folgt erschlossen: Sie liegt an der Verbindungsstrasse von Olten entlang dem nördlichen Aareufer nach Aarau. Der nächste Anschluss an die Autobahn A1 (Bern-Zürich) befindet sich rund 7 km vom Ortskern entfernt.

### Nahverkehr
Durch die Buslinie der BOGG (Busbetrieb Olten Gösgen Gäu), welche die Strecke von Olten nach Schönenwerd sowie Lostorf nach Schönenwerd über Erlinsbach SO bedient, ist Niedergösgen an das Netz des öffentlichen Verkehrs angebunden. In Schönenwerd hat man Anschluss auf die S-Bahnen sowie die Linie 3 des Busbetrieb Aarau nach Aarau und Gretzenbach.
- 501 Schönenwerd Bahnhof – Olten Bahnhof – Wangen bei Olten – Rickenbach – Hägendorf – Egerkingen Gäupark
- 519 Schönenwerd Bahnhof – Niedergösgen – Erlinsbach  –  Stüsslingen – Lostorf Mineralquelle

Niedergösgen ist auch am Nachtnetz N57 angeschlossen. Dieser Verkehr in den Nächten Fr/Sa sowie Sa/So.
- N57 Schönenwerd Bahnhof – Niedergösgen – Obergösgen – Winznau – Olten

### Regionalverkehr (Bhf Schönenwerd)
Auch der Bahnhof Schönenwerd an der Eisenbahnlinie Olten-Aarau ist leicht erreichbar. Von dort aus erreicht man im halbstündigen Takt die Bahnhöfe Olten und Aarau
- S 23 Langenthal – Olten – Aarau – Lenzburg – Brugg – Baden
- S 26 Olten – Aarau/Lenzburg – Wohlen – Muri – Rotkreuz

## Geschichte
Das Gemeindegebiet von Niedergösgen war schon früh besiedelt. Es wurden Überreste eines römischen Gutshofes entdeckt, welcher wahrscheinlich bis Ende des 4. Jahrhunderts nach Christus bewohnt war. Die ältere Bezeichnung war Bözach (erstmals 1294 erwähnt). Zu Beginn des 14. Jahrhunderts ging der Name der Herrschaft Gösgen an das Dorf über: Göskon inferior (1308), Gössikon (1347).
Um 1230 wurde leicht erhöht am Rand des Aaretals beim heutigen Niedergösgen die Burg Gösgen errichtet, die zum neuen Stammsitz der Herrschaft Gösgen (vorher in Obergösgen) wurde. Als die Freiherren von Gösgen ausstarben, gingen Burg und Dorf Niedergösgen 1383 an die Falkensteiner über, die 1399 auch die restlichen Teile der Herrschaft erwarben. Bei den Kämpfen der Eidgenossen gegen die Habsburger und bei der Eroberung des Aargaus (1415) wurde Niedergösgen in Mitleidenschaft gezogen.
Da Thomas von Falkenstein, der letzte Herr von Gösgen, im Alten Zürichkrieg gegen Solothurn und Bern agierte, zerstörten diese im Jahr 1444 die Burg Niedergösgen. In arge Finanzschwierigkeiten geraten, musste er 1458 die gesamte Herrschaft an Solothurn verkaufen. Danach diente Niedergösgen bis ans Ende des Ancien Régime (1798) als Vogteisitz.

## Persönlichkeiten
- Paul Wyser (1904–1964), Philosoph und katholischer Theologe

## Sehenswürdigkeiten

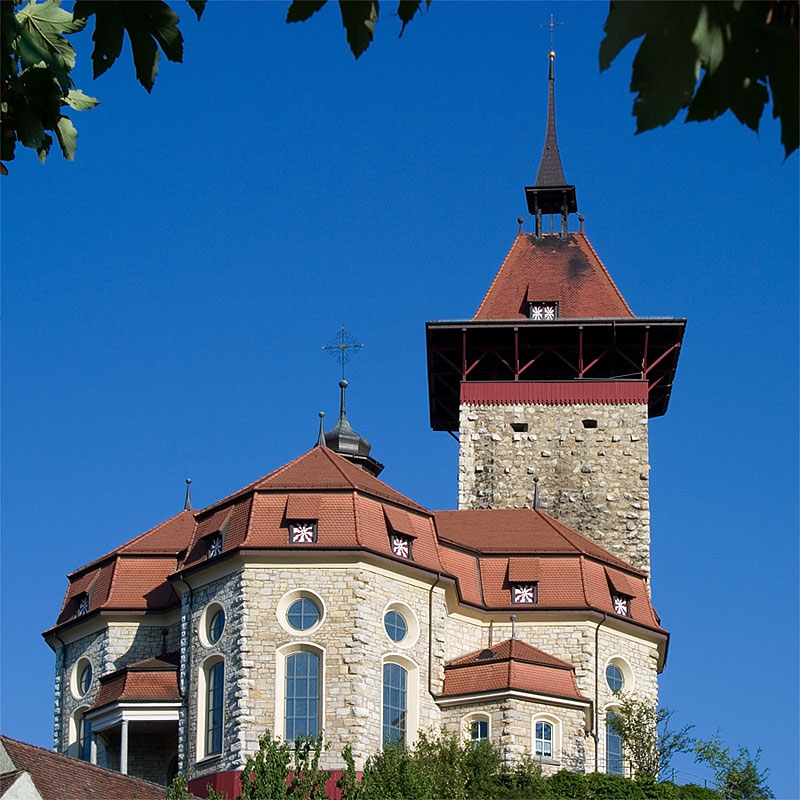
Schlosskirche

Wahrzeichen von Niedergösgen ist die Schlosskirche, die 1904 im Stil des Neubarock auf dem Platz der ehemaligen Burg errichtet wurde. Als Kirchturm dient der ehemalige Schlossturm, der wiederaufgebaut und den neuen Zwecken angepasst wurde. Das Bauwerk steht unter eidgenössischem Denkmalschutz. Nahebei steht die christkatholische Kirche Sankt Anton, die von 1659 bis 1663 als Schlosskapelle erbaut wurde. Mehrere Ökonomiegebäude, welche heute als Gemeindeverwaltung dienen, und Teile der ehemaligen Umfassungsmauer sind erhalten. In Mülidorf befindet sich ein Speicher aus dem 17. Jahrhundert.

## Bilder

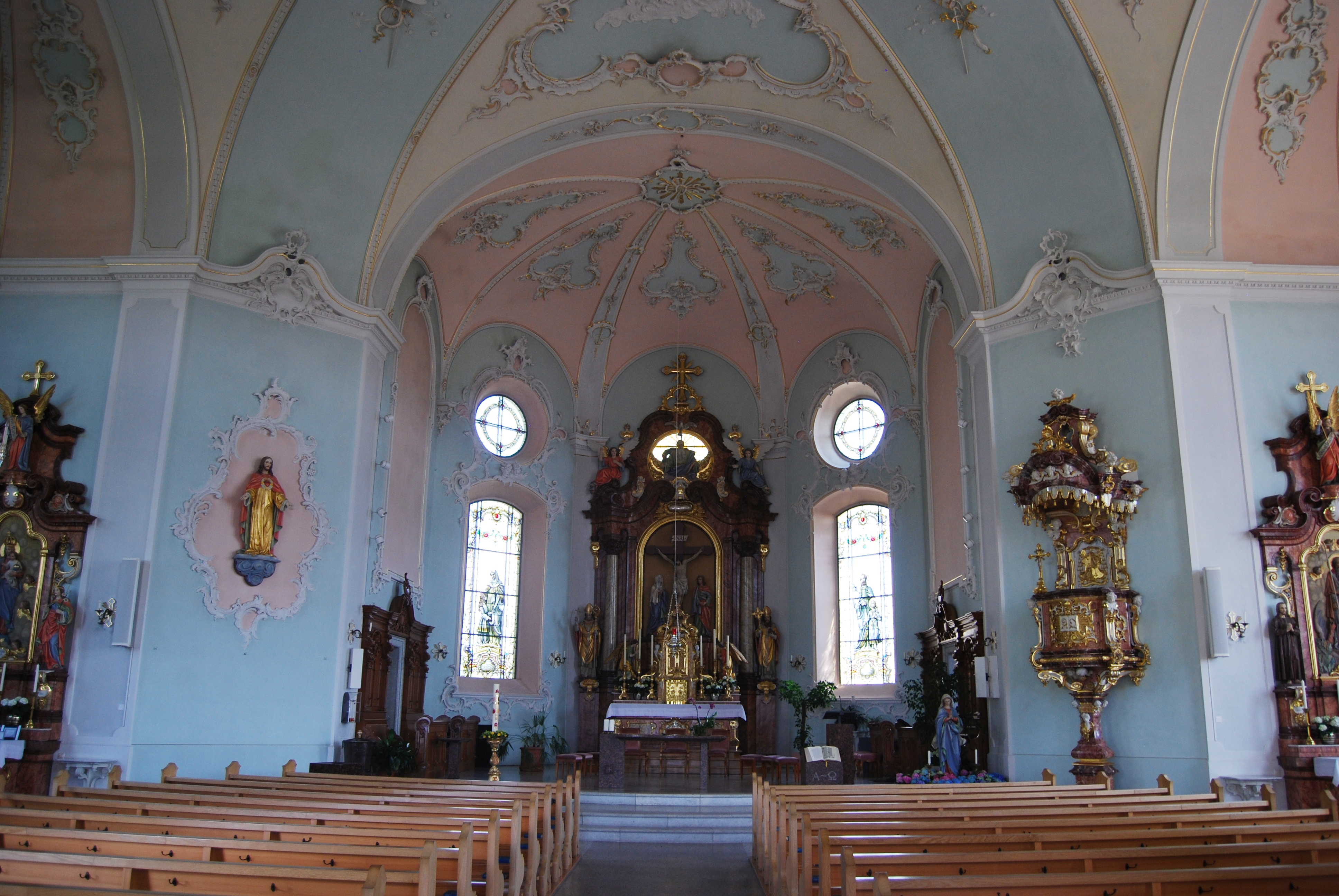
Katholische Kirche, Innenansicht
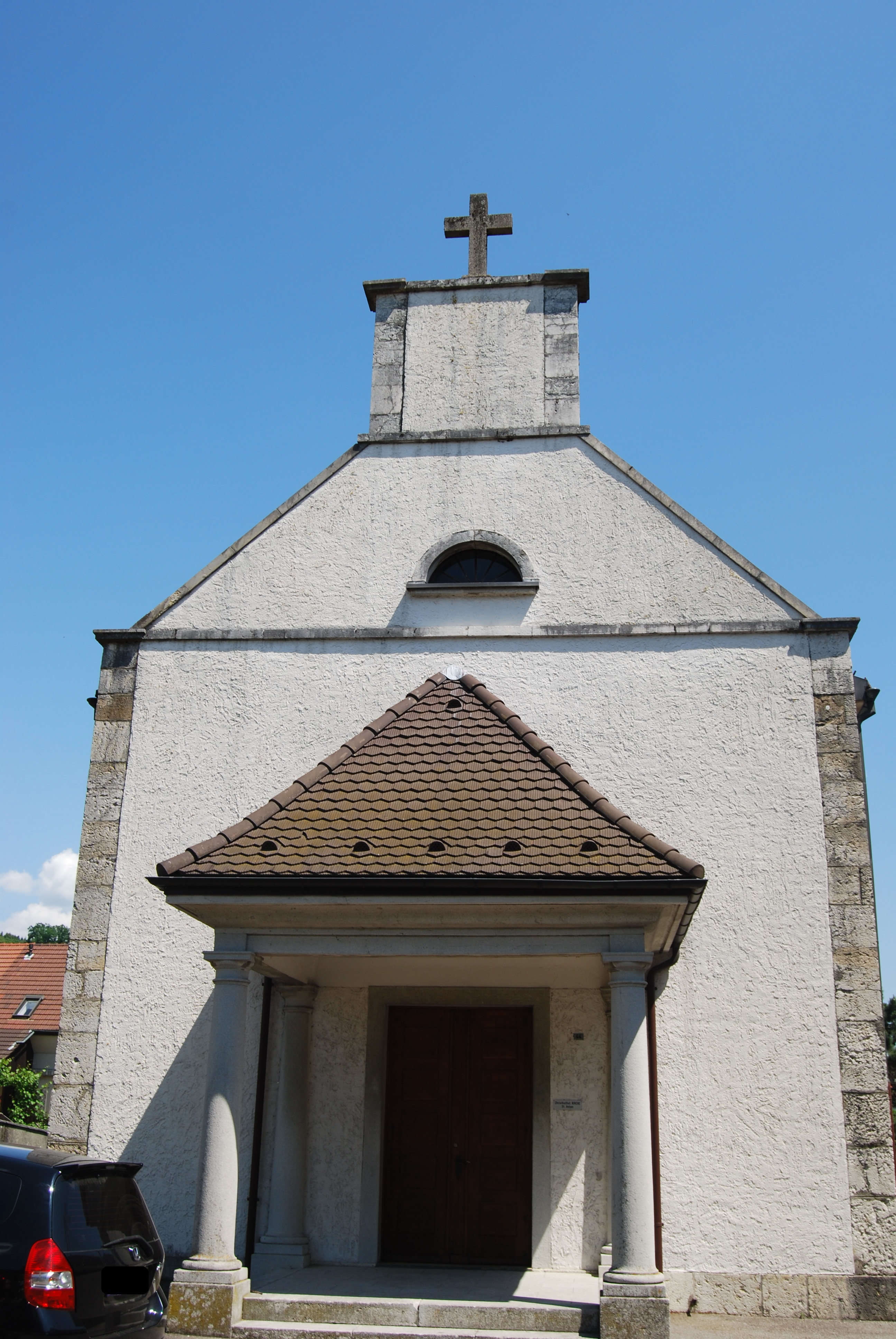
Christkatholische Kirche Sankt Anton
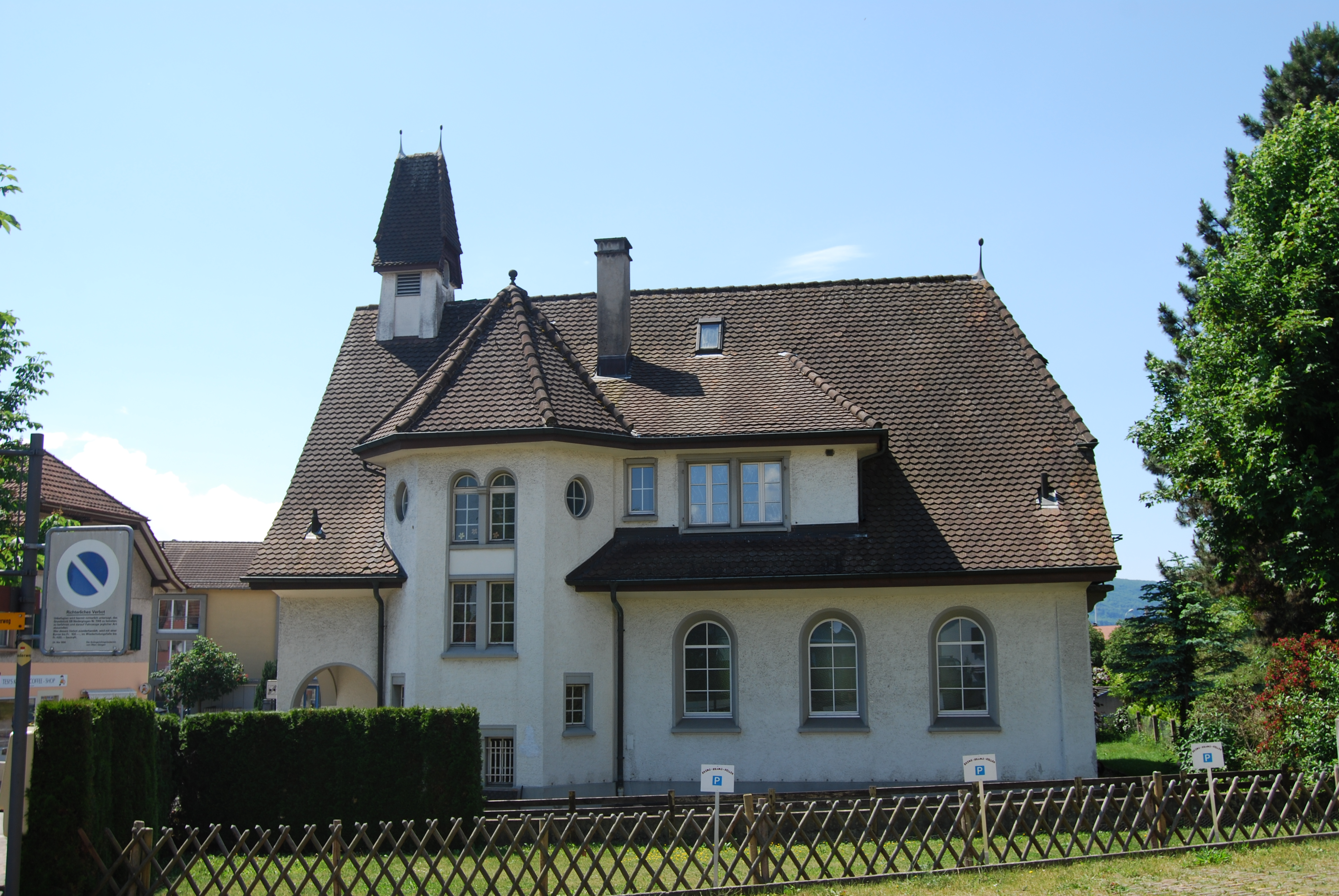
Methodistische Kirche
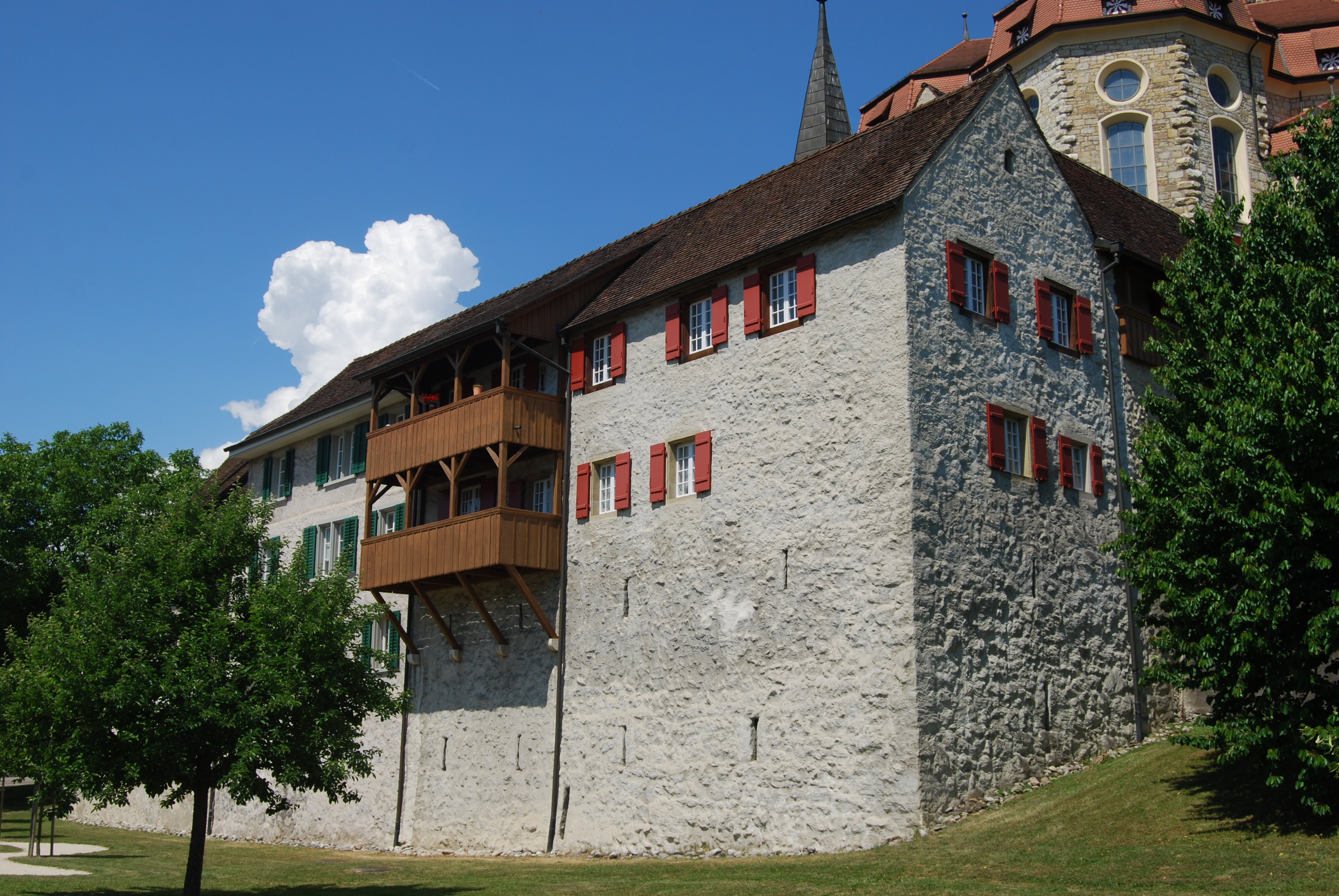
Gemeindehaus
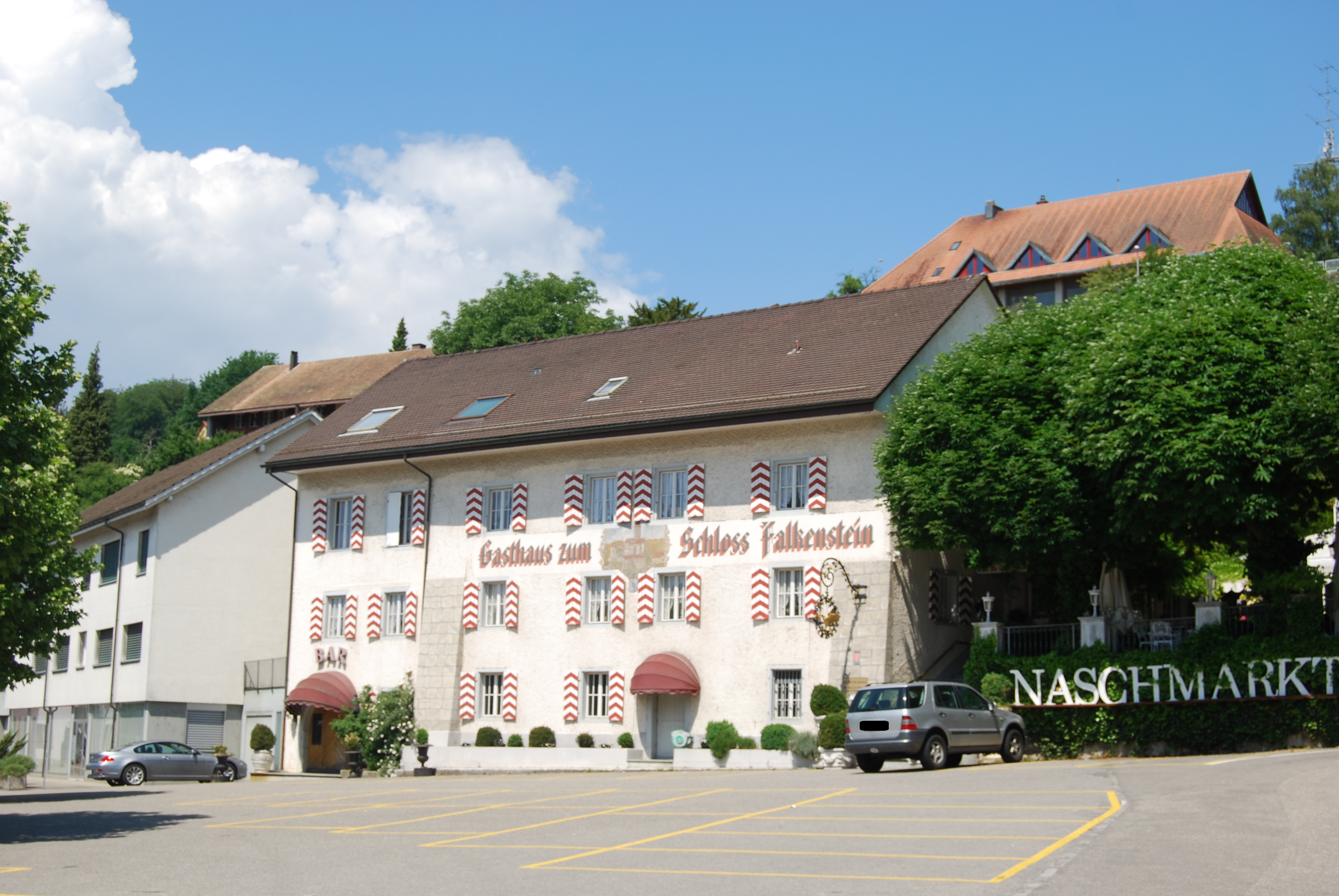
Gasthaus zum Schloss Falkenstein
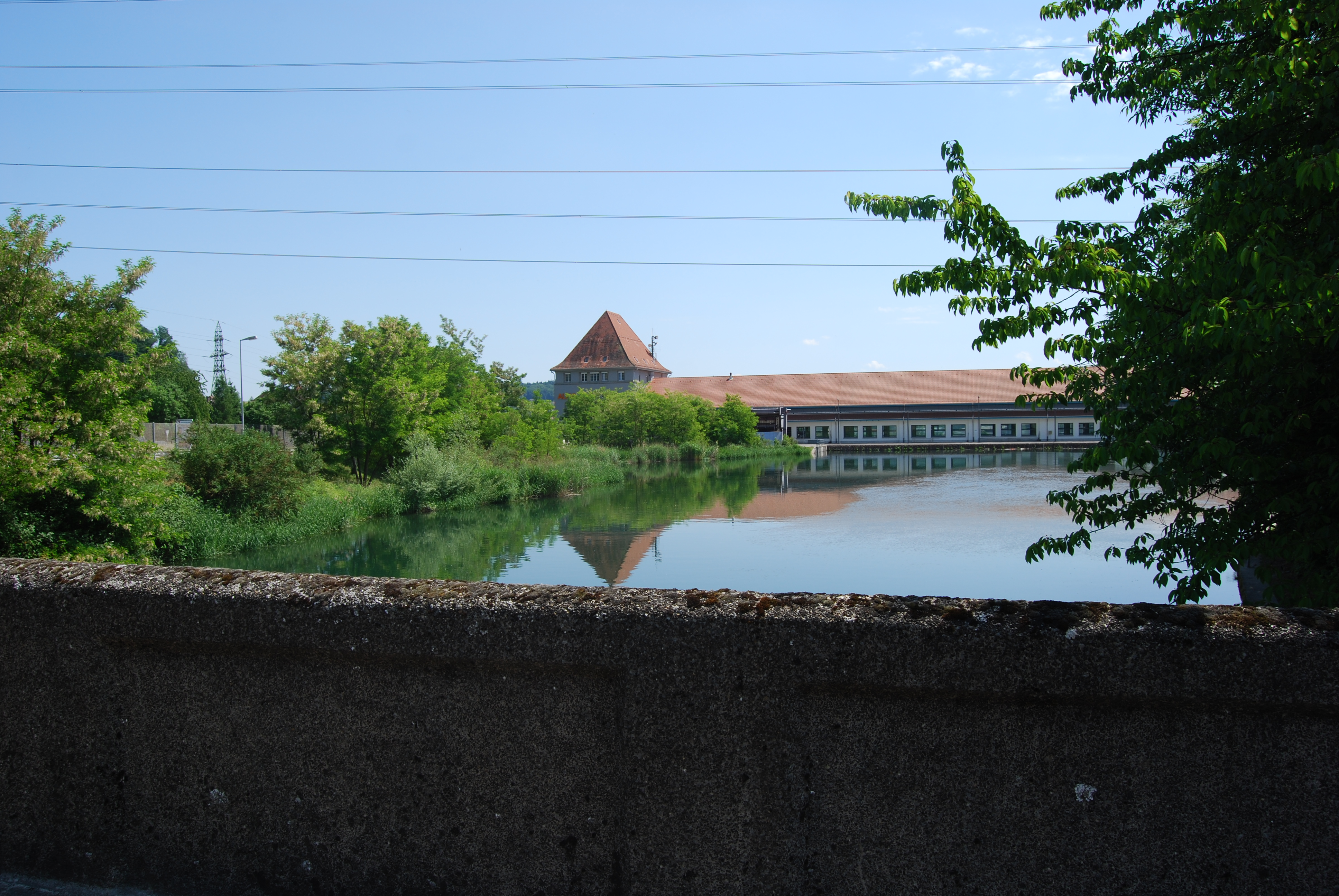
Elektrizitätswerk Olten-Gösgen
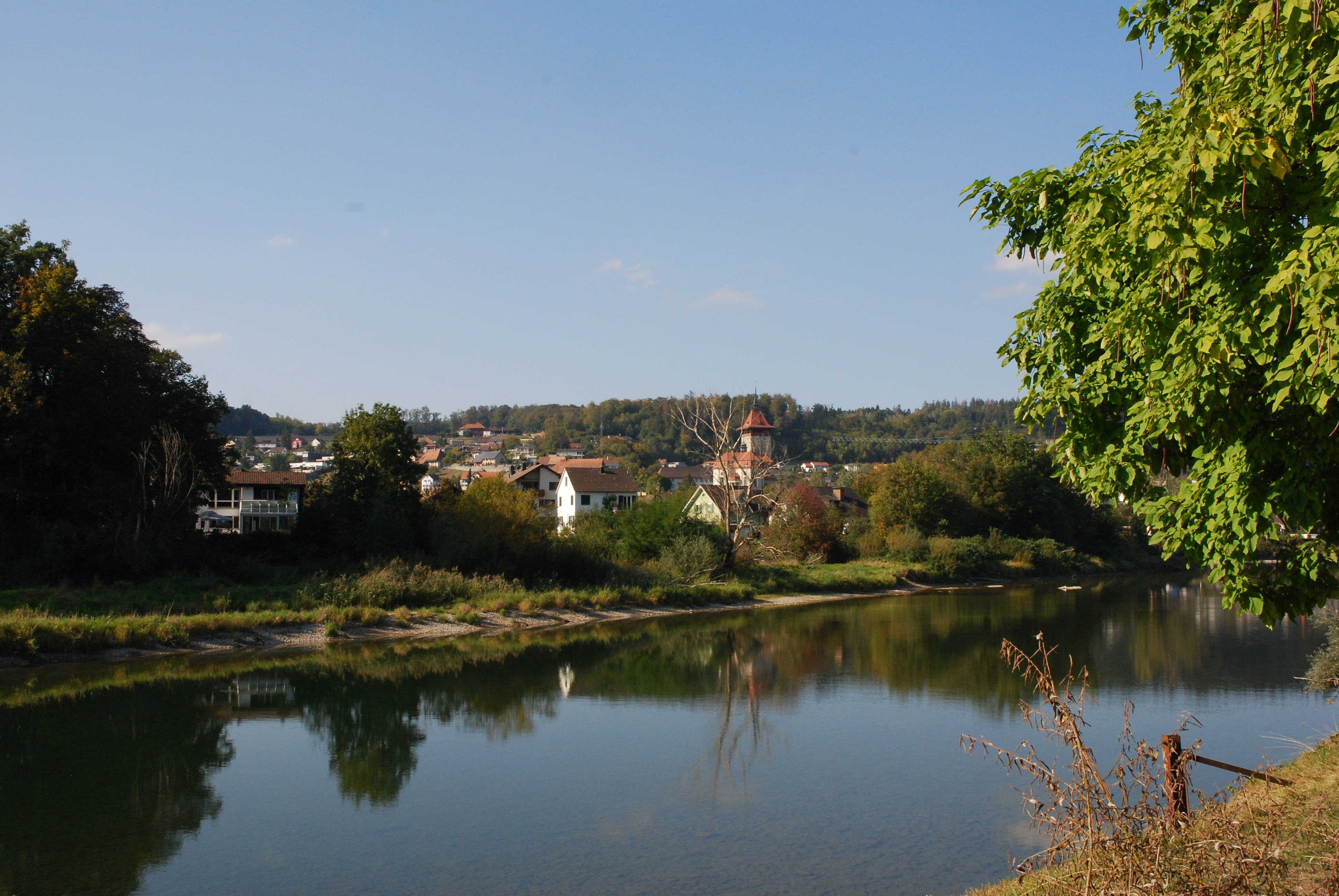
Niedergösgen vom Bally-Park gesehen
Schloss, kolorierter Kupferstich, zwischen 1754 und 1773

## Wappen
Blasonierung
Schrägrechts geteilt von Rot und Weiss. Das Wappen ist eine Umkehrung des Bezirkswappens